# 洛根 (伊利諾伊州埃德加縣)
洛根（英語：Logan）是位於美國伊利諾伊州埃德加縣的一個非建制地區。該地的面積和人口皆未知。

## 地理
洛根的座標為39°44′14″N 87°36′18″W / 39.73722°N 87.60500°W，而該地的平均海拔高度為195米（即640英尺）。